# 牙買加醜橘
牙买加醜橘（英語：Jamaican tangelo 或 Ugli fruit）是原产自牙买加的柑橘类水果，由葡萄柚（學名：Citrus paradisi）与橘（Citrus reticulata）杂交而成，属于橘柚的一种。
其果皮粗糙多皱、外表醜陋，因而被称为“醜橘”。其英文名称即源于（意为丑陋），是推广这一水果的卡贝尔霍尔果业有限公司（Cabel Hall Citrus Limited） 的注册商标。

## 图片

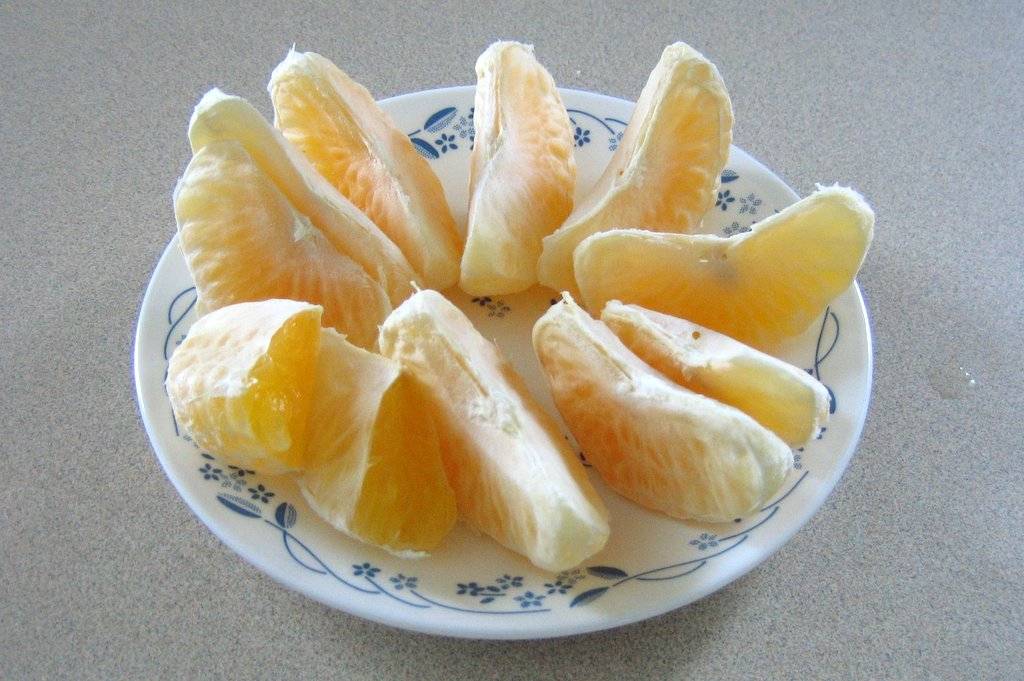
剥开分瓣的牙买加丑橘
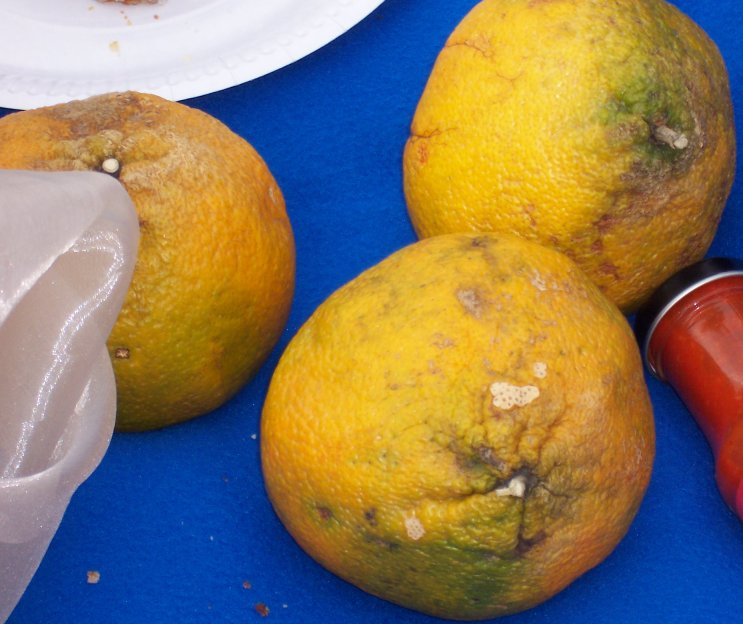
完整的牙买加丑橘